# Charles Bacon
Charles Joseph Bacon Jr, född den 9 januari 1885 och död den 15 november 1968, var en amerikansk friidrottare som vann olympiskt guld på 400 meter häck vid OS i London 1908.
Bacon blev också den första officiella världsrekordhållaren på distansen när han sprang på 55,0 vid OS-finalen. Ett världsrekord som stod sig i 12 år.